# Panaxia saturnina
Panaxia saturnina är en fjärilsart som beskrevs av Charles Oberthür 1892. Panaxia saturnina ingår i släktet Panaxia och familjen björnspinnare. Inga underarter finns listade i Catalogue of Life.